# Catthorpe
Catthorpe – wieś w Anglii, w hrabstwie Leicestershire, w dystrykcie Harborough. Leży 28 km na południe od miasta Leicester i 122 km na północny zachód od Londynu.